# Nazionale olimpica di calcio della Guinea
La nazionale olimpica guineana di calcio è la rappresentativa calcistica della Guinea che rappresenta l'omonimo stato ai Giochi olimpici.

## Statistiche dettagliate sui tornei internazionali

### Giochi olimpici
| Anno | Luogo             | Piazzamento      | V | N | P | Gol |
| ---- | ----------------- | ---------------- | - | - | - | --- |
| 1952 | Helsinki          | Non partecipante | - | - | - | -   |
| 1956 | Melbourne         | Non partecipante | - | - | - | -   |
| 1960 | Roma              | Non partecipante | - | - | - | -   |
| 1964 | Tokyo             | Non partecipante | - | - | - | -   |
| 1968 | Città del Messico | Primo turno      | 1 | 0 | 2 | 4:9 |
| 1972 | Monaco di Baviera | Non qualificata  | - | - | - | -   |
| 1976 | Montréal          | Non qualificata  | - | - | - | -   |
| 1980 | Mosca             | Ritirata         | - | - | - | -   |
| 1984 | Los Angeles       | Non qualificata  | - | - | - | -   |
| 1988 | Seul              | Ritirata         | - | - | - | -   |
| 1992 | Barcellona        | Sospesa          | - | - | - | -   |
| 1996 | Atlanta           | Non qualificata  | - | - | - | -   |
| 2000 | Sydney            | Non qualificata  | - | - | - | -   |
| 2004 | Atene             | Non qualificata  | - | - | - | -   |
| 2008 | Pechino           | Non qualificata  | - | - | - | -   |
| 2012 | Londra            | Non qualificata  | - | - | - | -   |
| 2016 | Rio de Janeiro    | Non qualificata  | - | - | - | -   |
| 2020 | Tokyo             | Non qualificata  | - | - | - | -   |
| 2024 | Parigi            | Primo turno      | 0 | 0 | 3 | 1:6 |

## Tutte le rose

### Giochi olimpici
Calcio ai Giochi Olimpici Estivi 19681 Mo. Camara, 2 Bangoura, 3 Fofana, 4 Condé, 5 Sankon, 6 M. Soumah, 7 Ma. Camara, 8 Diallo, 9 F. Camara, 10 Souleymane, 11 Mamadou Camara, 12 Smith, 13 Bangoura, 14 Keita, 15 S. Sylla, 16 Dia, 17 M. Sylla, 18 S. Soumah, 19 Sano, CT: N. Camara
Calcio ai Giochi Olimpici Estivi 20241 Sylla, 2 Oularé, 3 Cissé, 4 Soumah, 5 Doucouré, 6 A. Diawara, 7 Baldé, 8 N. Keïta, 9 H. Camara, 10 Moriba, 11 O. Camara, 12 Bah, 13 M. Keita, 14 Diallo, 15 I. Camara, 16 M. Keita, 17 Touré, 18 Bangoura, 19 Fofana, 20 C. Camara, 21 Kourouma, 22 Diakhaby, CT: K. Diawara